# Bisdom Amargosa
Het bisdom Amargosa (Latijn: Dioecesis Amargosensis) is een rooms-katholiek bisdom met als zetel Amargosa, in Brazilië. Het bisdom is suffragaan aan het aartsbisdom São Salvador da Bahia.

## Geschiedenis
Het bisdom werd opgericht op 10 mei 1941, uit delen van het aartsbisdom São Salvador da Bahia. 

## Parochies
Het bisdom had in 2022 een oppervlakte van 13.972 km2 en telde 635.150 inwoners waarvan 96,7% rooms-katholiek was.

## Bisschoppen
- Floréncio Cicinho Vieira (11 april 1942 - 11 januari 1969)
- Alair Vilar Fernandes de Melo (17 maart 1970 - 6 april 1988)
- João Nílton dos Santos Souza (31 augustus 1988 - 10 juni 2015)
- Valdemir Ferreira dos Santos (4 mei 2016 - 18 augustus 2021)
- Juraci Gomes de Oliveira (31 mei 2023 - heden)

São Salvador da Bahia (aartsbisdom) · Alagoinhas · Amargosa · Camaçari · Cruz das Almas · Eunápolis · Ilhéus · Itabuna · Teixeira de Freitas-Caravelas